# 幇間探偵しゃろく
『幇間探偵しゃろく』（ほうかんたんていしゃろく）は、上季一郎作、青木朋作画による日本の漫画作品。
小学館の『ビッグコミックオリジナル増刊号』で2008年5月号・9月号・11月号と3話掲載された後、『ビッグコミックオリジナル』でも2008年21号・22号に2話掲載された。その後は『ビッグコミックオリジナル増刊』で不定期に連載。11月増刊号にて最終回を迎えた。単行本は全3巻。

## あらすじ
昭和2年（1927年）。
幇間、それはお座敷遊びに興じる旦那衆をより楽しませる太鼓持ち。
東京・向島の幇間・舎六（しゃろく）は、大酒飲みで旦那衆を持ち上げるどころか、時には貶し、怒らせる変わり者だが、機知に富んだ頭脳で数々の謎を解き明かす名探偵だった。

## 登場人物
牡丹亭 舎六（ぼたんてい しゃろく）
向島の花柳界のお座敷を盛り上げるのが仕事の幇間（太鼓持ち）。不躾な性格で酒乱でお座敷でも客を客とも思わない言動で騒ぎを起こす。機知に富んでおり、舌や目も肥えている。
お座敷などで起こった数々の謎を実際に解き明かすのは舎六だが、自分は宗次郎の推理のアシストをする形で手柄を譲り、宗次郎の株を上げ、その代わりにお座敷に呼んでもらっては相伴に与っている。
和田 宗次郎（わだ そうじろう）
日本橋の大店「和田宗（わだそう）」の次男で末っ子。父が寛大で、連日お座敷遊びを繰り返しているが、母と2人の姉は理解を示さない。
茶道の家元に頼まれていた掛け軸の讃を舎六が勝手に書いてしまい、それを家元の前で自分が書いたように装ってしまい、舎六に弱味を握られた形となった。美人に弱く、惚れっぽい性格。

## 書誌情報
- 上季一郎作・青木朋作画 『幇間探偵しゃろく』 小学館〈ビッグコミックス〉 全3巻
  1. 2010年6月30日発売、ISBN 978-4-09-183219-1
  2. 2011年8月30日発売、ISBN 978-4-09-184049-3
  3. 2012年12月27日発売、ISBN 978-4-09-184809-3